# Thomas Walter
Thomas Walter (4 de septiembre de 1740, Hampshire, Inglaterra - 18 de enero de 1789, Condado de Berkeley, Carolina del Sur ), fue un botánico y dueño de una plantación, estadounidense de origen británico.

## Biografía
Emigró en su juventud a Carolina del Sur y adquirió una plantación al borde del río Santee, donde pasará el resto de su vida y donde reposa en su tumba.
Se ignoran los detalles de su formación, pero es probable que haya recibido una buena educación. Estudia intensivamente los vegetales en un radio de 80 km en torno a su plantación.
Hace llegar a su amigo el botánico John Fraser (1750-1811) un manuscrito en latín describiendo más de 1000 especies (donde había más de 200 desconocidas hasta entonces) y 435 géneros (de los cuales 32 eran nuevos). Fraser entonces lo hizo publicar, bajo el título de Flora Caroliniana. Es la primera flora local de Norteamérica que utiliza la nomenclatura binomial linneana.
Fraser recibió igualmente el herbario de Walter. Este es adquirido por la Sociedad linneana de Londres en 1849 después por el British Museum en 1863 en un estado avanzado de deterioro.
Una de las especies descritas por Thomas Walter es la Cypripedium reginae Walter 1788

## Obras
- Flora Caroliniana Walter. (1788) (donde describe muchos de los especímenes que había reecolectado).

## Honores

### Epónimos
- (Alliaceae) Allium walteri Regel[1]
- (Amaryllidaceae) Crinum walteri Overkott[2]
- (Apiaceae) Thaspium walteri Shuttlew. ex A.Gray[3]
- (Araceae) Arum walteri Elliott[4]
- (Asteraceae) Aster walteri Alexander ex Small[5]
- (Brassicaceae) Rorippa walteri C.Mohr[6]
- (Cactaceae) Lobivia walterii R.Kiesling[7]
- (Cactaceae) Echinopsis walteri (R.Kiesling) H.Friedrich & Glaetzle[8]

- La abreviatura «Walter» se emplea para indicar a Thomas Walter como autoridad en la descripción y clasificación científica de los vegetales.[9]